# Promozione Toscana 1977-1978
Nella stagione 1977-1978 la Promozione era il quinto livello del calcio italiano (il massimo livello regionale). Qui vi sono le statistiche relative al campionato in Toscana.
Il campionato è strutturato in vari gironi all'italiana su base regionale, gestiti dai Comitati Regionali di competenza. Promozioni alla categoria superiore e retrocessioni in quella inferiore non erano sempre omogenee; erano quantificate all'inizio del campionato dal Comitato Regionale secondo le direttive stabilite dalla Lega Nazionale Dilettanti, ma flessibili, in relazione al numero delle società retrocesse dal Campionato Interregionale e perciò, a seconda delle varie situazioni regionali, la fine del campionato poteva avere degli spareggi sia di promozione che di retrocessione.

## Girone A

### Squadre partecipanti
| Squadra                      | Città                          |
| ---------------------------- | ------------------------------ |
| S.S. Audace                  | Portoferraio (LI)              |
| U.S. Borgo a Buggiano        | Borgo a Buggiano (PT)          |
| U.S. Castelnuovo             | Castelnuovo di Garfagnana (LU) |
| A.S. Cecina                  | Cecina (LI)                    |
| A.S. Cuoiopelli              | Santa Croce sull'Arno (PI)     |
| Pol. Follonica               | Follonica (GR)                 |
| U.S. Forte dei Marmi         | Forte dei Marmi (LU)           |
| U.S. Fucecchio               | Fucecchio (FI)                 |
| U.S. Larcianese Plasticfibre | Larciano (PT)                  |
| A.C. Mobilieri Ponsacco      | Ponsacco (PI)                  |
| U.S. Pescia                  | Pescia (PT)                    |
| U.S. Ponte Buggianese        | Ponte Buggianese (PT)          |
| U.S. Querceta                | Seravezza (LU)                 |
| G.S. Rosignano Solvay        | Rosignano Solvay (LI)          |
| A.S. Venturina               | Venturina Terme (LI)           |
| A.C. Volterrana              | Volterra (PI)                  |

### Classifica finale
|  | Pos. | Squadra                 | Pt | G  | V  | N  | P  | GF | GS | DR |
|  | ---- | ----------------------- | -- | -- | -- | -- | -- | -- | -- | -- |
|  | 1.   | Cuoiopelli              | 44 | 30 | 17 | 10 | 3  | 41 | 19 |    |
|  | 2.   | Cecina                  | 43 | 30 | 16 | 11 | 3  | 45 | 21 |    |
|  | 3.   | Pescia                  | 36 | 30 | 13 | 10 | 7  | 32 | 26 |    |
|  | 4.   | Volterrana              | 35 | 30 | 13 | 9  | 8  | 40 | 30 |    |
|  | 5.   | Rosignano Solvay        | 31 | 30 | 10 | 11 | 9  | 37 | 24 |    |
|  | 6.   | Venturina               | 31 | 30 | 9  | 13 | 8  | 41 | 29 |    |
|  | 7.   | Forte dei Marmi         | 30 | 30 | 9  | 12 | 9  | 33 | 29 |    |
|  | 8.   | Fucecchio               | 30 | 30 | 9  | 12 | 9  | 31 | 31 |    |
|  | 9.   | Castelnuovo             | 29 | 30 | 8  | 13 | 9  | 32 | 35 |    |
|  | 10.  | Ponte Buggianese        | 29 | 30 | 10 | 9  | 11 | 31 | 34 |    |
|  | 11.  | Mobilieri Ponsacco      | 28 | 30 | 9  | 10 | 11 | 30 | 29 |    |
|  | 12.  | Larcianese Plasticfibre | 27 | 30 | 5  | 17 | 8  | 28 | 32 |    |
|  | 13.  | Follonica               | 27 | 30 | 9  | 9  | 12 | 31 | 37 |    |
|  | 14.  | Querceta                | 26 | 30 | 8  | 10 | 12 | 26 | 34 |    |
|  | 15.  | Audace                  | 20 | 30 | 5  | 10 | 15 | 27 | 47 |    |
|  | 16.  | Borgo a Buggiano        | 14 | 30 | 1  | 12 | 17 | 20 | 68 |    |

Il Cuoiopelli è promosso in Serie D.

Il Querceta, retrocesso sul campo, fu riammesso all'inizio della stagione 1978-79.

L'Audace di Portoferraio e il Borgo a Buggiano retrocedono in Prima Categoria.

## Girone B

### Squadre partecipanti
| Squadra                   | Città                            |
| ------------------------- | -------------------------------- |
| U.S. Antella              | Bagno a Ripoli (FI)              |
| S.P. Audax                | Rufina (FI)                      |
| U.S. Castiglionese        | Castiglion Fiorentino (AR)       |
| A.S. Certaldo             | Certaldo (FI)                    |
| U.S. Colligiana           | Colle di Val d'Elsa (SI)         |
| U.S. Cortona Camucia      | Cortona (AR)                     |
| S.S. Delle Signe          | Signa (FI)                       |
| A.S. Figline              | Figline Valdarno (FI)            |
| A.C. Foiano               | Foiano della Chiana (AR)         |
| A.S. Fortis Juventus 1909 | Borgo San Lorenzo (FI)           |
| U.S. Lampo                | Lamporecchio (FI)                |
| U.S. Poggibonsi           | Poggibonsi (SI)                  |
| A.C. Quarrata             | Quarrata (PT)                    |
| U.S. Sancascianese        | San Casciano in Val di Pesa (FI) |
| A.C. Sansovino            | Monte San Savino (AR)            |
| A.S. Terranuovese         | Terranuova Bracciolini (AR)      |

### Classifica finale
|  | Pos. | Squadra         | Pt | G  | V  | N  | P  | GF | GS | DR  |
|  | ---- | --------------- | -- | -- | -- | -- | -- | -- | -- | --- |
|  | 1.   | Foiano          | 43 | 30 | 16 | 11 | 3  | 35 | 16 | +19 |
|  | 2.   | Sansovino       | 40 | 30 | 16 | 8  | 6  | 42 | 19 | +23 |
|  | 3.   | Poggibonsi      | 38 | 30 | 13 | 12 | 5  | 30 | 16 | +14 |
|  | 4.   | Castiglionese   | 31 | 30 | 8  | 15 | 7  | 27 | 25 | +2  |
|  | 5.   | Cortona Camucia | 31 | 30 | 8  | 15 | 7  | 19 | 19 | 0   |
|  | 6.   | Quarrata        | 30 | 30 | 11 | 8  | 11 | 27 | 25 | +2  |
|  | 7.   | Fortis Juventus | 30 | 30 | 8  | 14 | 8  | 24 | 33 | -9  |
|  | 8.   | Audax           | 29 | 30 | 8  | 13 | 9  | 32 | 35 | -3  |
|  | 9.   | Antella         | 29 | 30 | 9  | 11 | 10 | 27 | 24 | +3  |
|  | 10.  | Lampo           | 28 | 30 | 10 | 8  | 12 | 43 | 40 | +3  |
|  | 11.  | Delle Signe     | 28 | 30 | 6  | 16 | 8  | 27 | 34 | -7  |
|  | 12.  | Colligiana      | 27 | 30 | 9  | 9  | 12 | 27 | 28 | -1  |
|  | 13.  | Figline         | 25 | 30 | 9  | 7  | 14 | 21 | 28 | -7  |
|  | 14.  | Terranuovese    | 24 | 30 | 7  | 10 | 13 | 12 | 24 | -12 |
|  | 15.  | Certaldo        | 23 | 30 | 8  | 7  | 15 | 16 | 31 | -15 |
|  | 16.  | Sancascianese   | 16 | 30 | 2  | 12 | 16 | 15 | 36 | -21 |

Il Foiano è promosso in Serie D.

Terranuovese, Certaldo e Sancascianese retrocedono in Prima Categoria.